# Sprinkling Tarn
Der Sprinkling Tarn ist der Name von zwei Seen im Lake District, Cumbria, England. Im Süden der Seen liegt das Great End Fell und im Norden der Glaramara und das Seathwaite Fell.
Der größere der beiden Seen hat keinen erkennbaren oberirdischen Zufluss, sein unbenannter kurzer Abfluss mündet in den Styhead Tarn, damit gehört er zu den Quellen des River Derwent.
Als Sprinkling Tarn wird auf den Karten der Ordnance Survey noch ein zweiter kleinerer See (54° 28′ 0″ N, 3° 11′ 1″ W) nur wenig südöstlich dieses Sees bezeichnet, der jedoch ohne Verbindung zu dem anderen See und ohne erkennbaren Zufluss bzw. Abfluss ist.
Der Sprinkling Tarn liegt östlich des Sty Head Pass und ist über diesen sowohl von Borrowdale, wie auch Wasdale aber auch Eskdale, sowie über einen Weg vom östlich gelegenen Geat Langdale zu erreichen.